# Communauté de communes de l'Arce et de l'Ource
La communauté de communes de l'Arce et de l'Ource est une ancienne communauté de communes française, située dans le département de l'Aube et la région Grand Est.

## Historique
La communauté de communes de l'Arce et de l'Ource a été créée le 1er janvier 2004.
Elle fusionne avec les communautés de communes de la Région des Riceys et du Barséquanais pour former la communauté de communes du Barséquanais en Champagne au 1er janvier 2017.

## Composition
La structure regroupait seize communes au 1er janvier 2015 :
| Nom                    | Code Insee | Gentilé         | Superficie (km2) | Population (dernière pop. légale) | Densité (hab./km2) |
| ---------------------- | ---------- | --------------- | ---------------- | --------------------------------- | ------------------ |
| Essoyes (siège)        | 10141      | Essoyens        | 35,57            | 755 (2014)                        | 21                 |
| Bertignolles           | 10041      |                 | 6,19             | 62 (2014)                         | 10                 |
| Buxières-sur-Arce      | 10069      | Beureillons     | 10,43            | 129 (2014)                        | 12                 |
| Chacenay               | 10071      |                 | 7,80             | 47 (2014)                         | 6                  |
| Chervey                | 10097      |                 | 13,28            | 177 (2014)                        | 13                 |
| Cunfin                 | 10119      | Cunfinois       | 33,12            | 187 (2014)                        | 5,6                |
| Éguilly-sous-Bois      | 10136      |                 | 10,11            | 127 (2014)                        | 13                 |
| Fontette               | 10155      | Fontettois      | 19,36            | 193 (2014)                        | 10                 |
| Landreville            | 10187      | Landrevillois   | 14,20            | 475 (2014)                        | 33                 |
| Loches-sur-Ource       | 10199      | Lochois         | 13,71            | 362 (2014)                        | 26                 |
| Noé-les-Mallets        | 10264      | Caquots         | 8,33             | 113 (2014)                        | 14                 |
| Saint-Usage            | 10364      | Saint-Eusébiens | 16,30            | 79 (2014)                         | 4,8                |
| Verpillières-sur-Ource | 10404      | Daglins         | 17,93            | 114 (2014)                        | 6,4                |
| Ville-sur-Arce         | 10427      | Villesurarçois  | 16,16            | 226 (2014)                        | 14                 |
| Vitry-le-Croisé        | 10438      | Vitryats        | 32,72            | 247 (2014)                        | 7,5                |
| Viviers-sur-Artaut     | 10439      | Vivorons        | 6,04             | 120 (2014)                        | 20                 |

## Organisation

### Liste des présidents
Le président de la communauté de communes est élu par le conseil communautaire.
| Période | Période       | Identité       | Étiquette | Qualité |
| ------- | ------------- | -------------- | --------- | ------- |
| ?       | décembre 2016 | Arlette Massin |           |         |

### Siège
14 rue Gambetta, 10360 Essoyes.

## Compétences
- Collecte et traitement des déchets des ménages et déchets assimilés
- Création, aménagement, entretien et gestion de zone d'activités industrielle, commerciale, tertiaire, artisanale ou touristique
- Tourisme
- Création et réalisation de zone d'aménagement concerté (ZAC)
- Constitution de réserves foncières
- Politique du logement social
- Opération programmée d'amélioration de l'habitat (OPAH)
- Réalisation d'aire d'accueil ou de terrains de passage des gens du voyage
- Zone de Développement de l'Éolien
- Autres